# Burton (Nebraska)
Burton es una villa ubicada en el condado de Keya Paha en el estado estadounidense de Nebraska. En el Censo de 2010 tenía una población de 10 habitantes y una densidad poblacional de 36,77 personas por km².

## Geografía
Burton se encuentra ubicada en las coordenadas 42°54′43″N 99°35′31″O / 42.91194, -99.59194. Según la Oficina del Censo de los Estados Unidos, Burton tiene una superficie total de 0.27 km², de la cual 0.27 km² corresponden a tierra firme y (0%) 0 km² es agua.

## Demografía
Según el censo de 2010, había 10 personas residiendo en Burton. La densidad de población era de 36,77 hab./km². De los 10 habitantes, Burton estaba compuesto por el 100% blancos, el 0% eran afroamericanos, el 0% eran amerindios, el 0% eran asiáticos, el 0% eran isleños del Pacífico, el 0% eran de otras razas y el 0% pertenecían a dos o más razas. Del total de la población el 0% eran hispanos o latinos de cualquier raza.